# الساندرو سافینا
الساندرو سافینا (به انگلیسی: Alessandro Safina)(متولد ۱۴ اکتبر ۱۹۶۳)بازیگر، خواننده و تنور ایتالیایی است.
سافینا در خانواده‌ای دوستدار موسیقی در شهر سیه نا متولد شد. پدرش خواننده بود و همیشه از سوی مادرش ترغیب به ادامهٔ این راه می‌شد.
در اواخر نوجوانی، سافینا علاقهٔ خاصی به سبک‌های پاپ و راک پیدا کرد و از گروه‌های موسیقی U۲، سیمپل مایندز، کلش و جنسیس الهام می‌گرفت. اندکی بعد، شروع به تلفیق دو سبک پاپ و اپرا نمود.
در دههٔ نود، سافینا توسط پیانیست و ترانه‌نویس معروف ایتالیایی، رومانو ماسومارا کشف شد، و برای تبدیل رویای سافینا به حقیقت، که ساختن موسیقی روح انگیز جدیدی از پاپ و اپرا بود، شروع به فعالیت با هم کردند. نتیجهٔ نهایی کار، اولین آلبوم وی بود که با نام خودش در سپتامبر ۲۰۰۱ منتشر شد. این آلبوم شامل تک آهنگ Luna هم می‌شود که در سال ۱۹۹۹ منتشر شده بود و در جدول موسیقی هلند، رتبهٔ دوم را کسب کرده بود.
در ۲۰۰۳، سافینا ترانه‌ای را به دو زبان کره‌ای و انگلیسی برای سریال کره‌ای یانگوم اجرا کرد. وی همچنین در فیلم Tosca e Altre Due که بر اساس اپرا معروف توسکا است نقش آفرینی کرده‌است.
در ۲۰۰۷، وی به همراه سوپرانوی انگلیسی، سارا برایتمن دوخوانی Sarai qui را برای آلبوم سمفونی وی ضبط نمود.

## آلبوم‌ها
- Alessandro Safina
- Insieme a Te
- Musica Di Te
- Sognami